# Кромкач
Кромкач (Bucorvus) — рід птахів-носорогів підродини кромкачних (Bucorvinae). За сучасною класифікацією рід належить до окремої родини Bucorvidae. Включає два сучасних види.

## Поширення
Рід поширений в Субсахарській Африці.

## Опис
Досить великі птахи, завдовжки до 1 метра. Оперення чорного забарвлення. На лиці та горлі червоні та сині голі ділянки шкіри. Масивний дзьоб чорного кольору. Птах живиться комахами, плазунами, земноводними, дрібними ссавцями та птахами.

## Види
- Кромкач абісинський (Bucorvus abyssinicus)
- Кромкач кафрський (Bucorvus leadbeateri)
- †Bucorvus brailloni (міоцен, Марокко)[5]

## Галерея

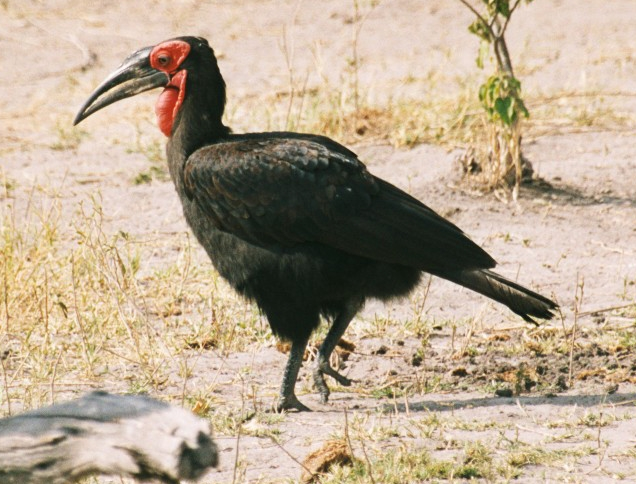
Кромкач кафрський
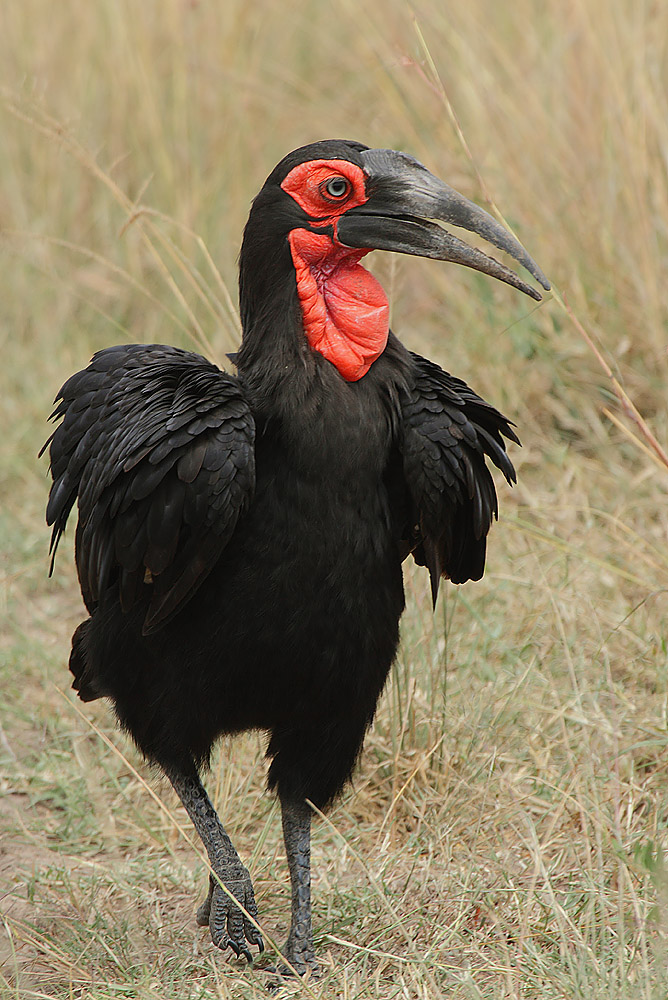
Кромкач кафрський
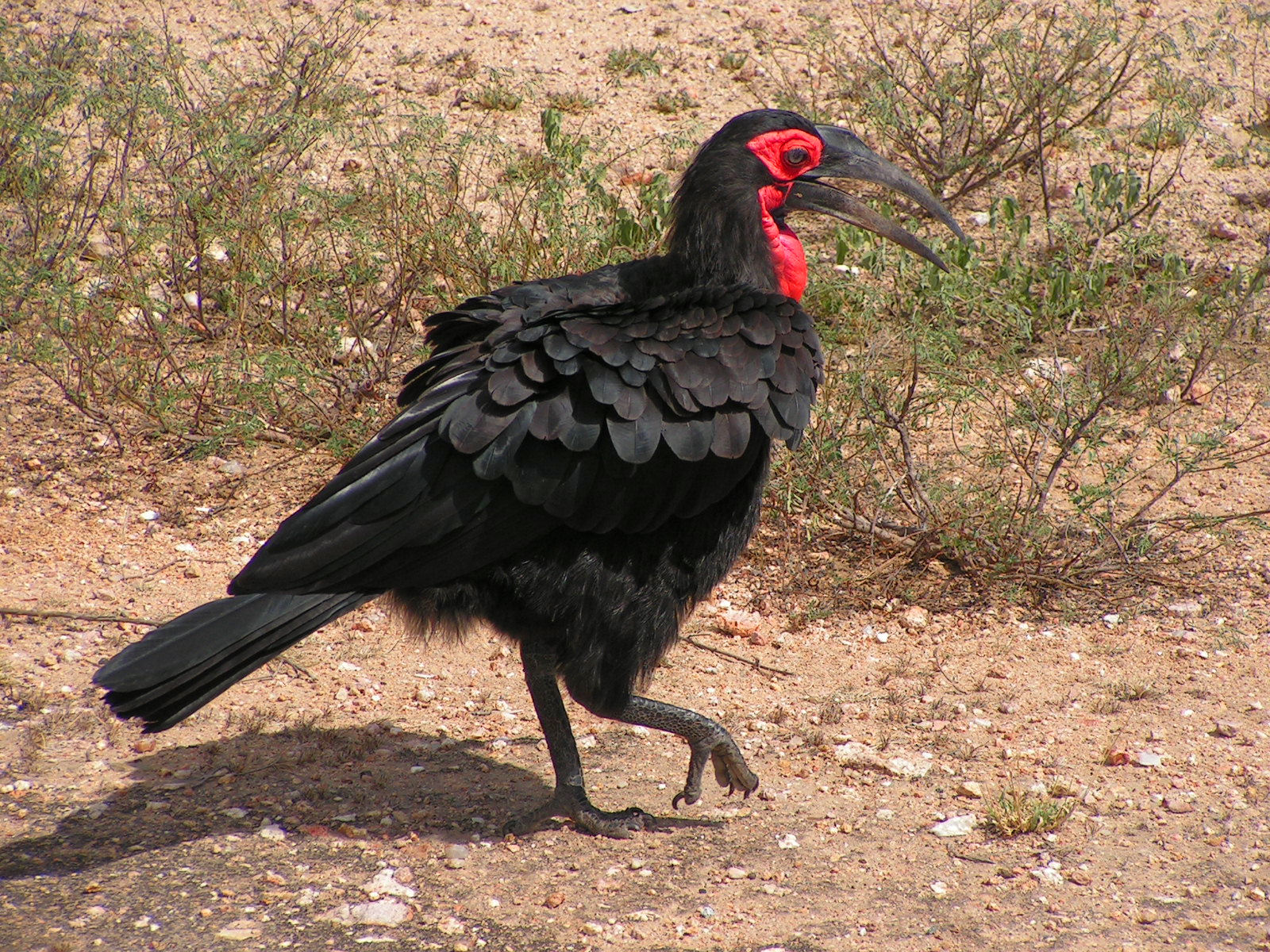
Кромкач кафрський
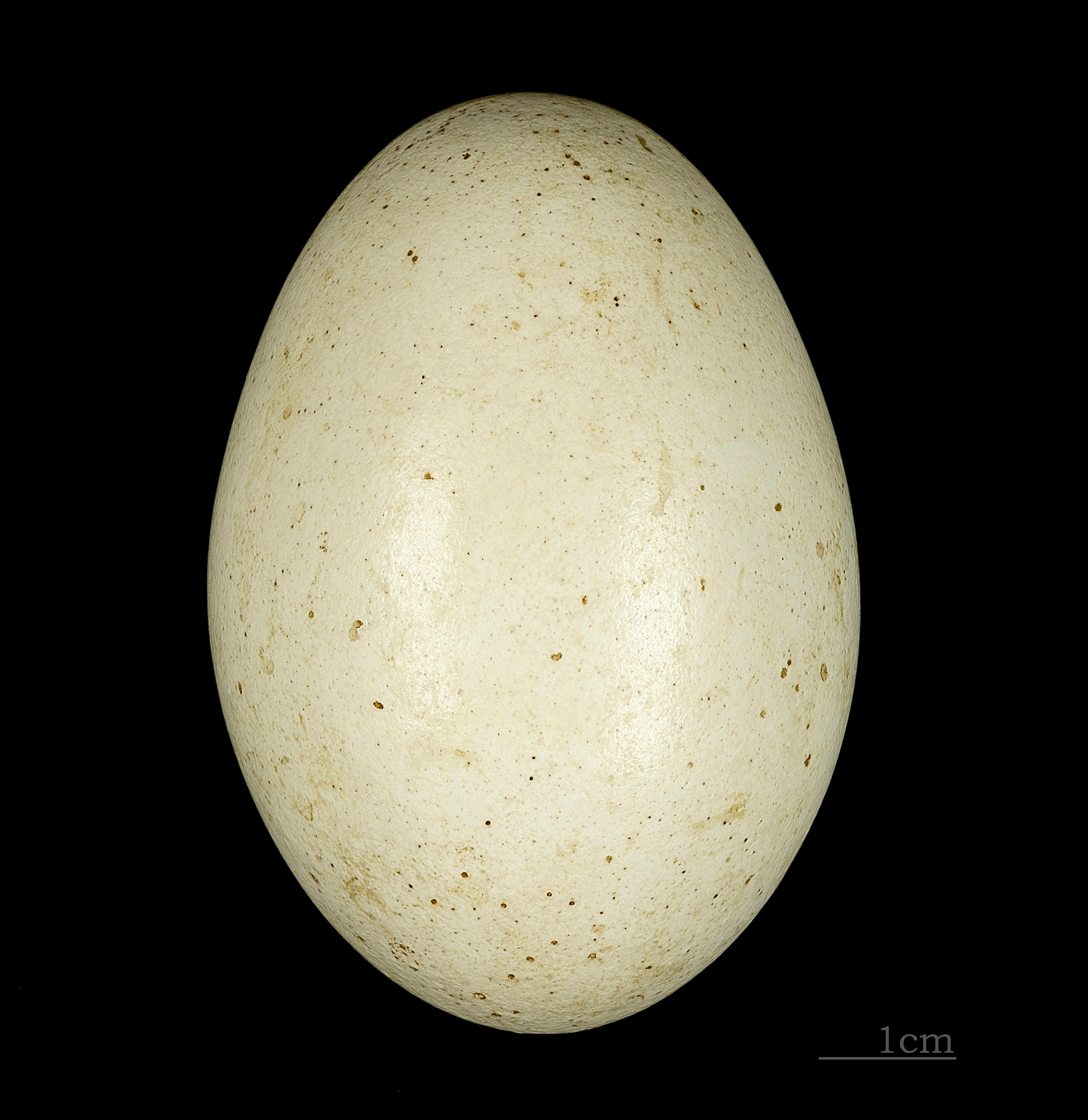
Кромкач абісинський, яйце
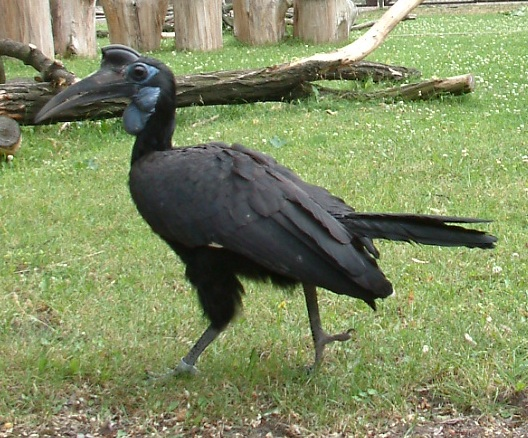
Кромкач абісинський, самиця
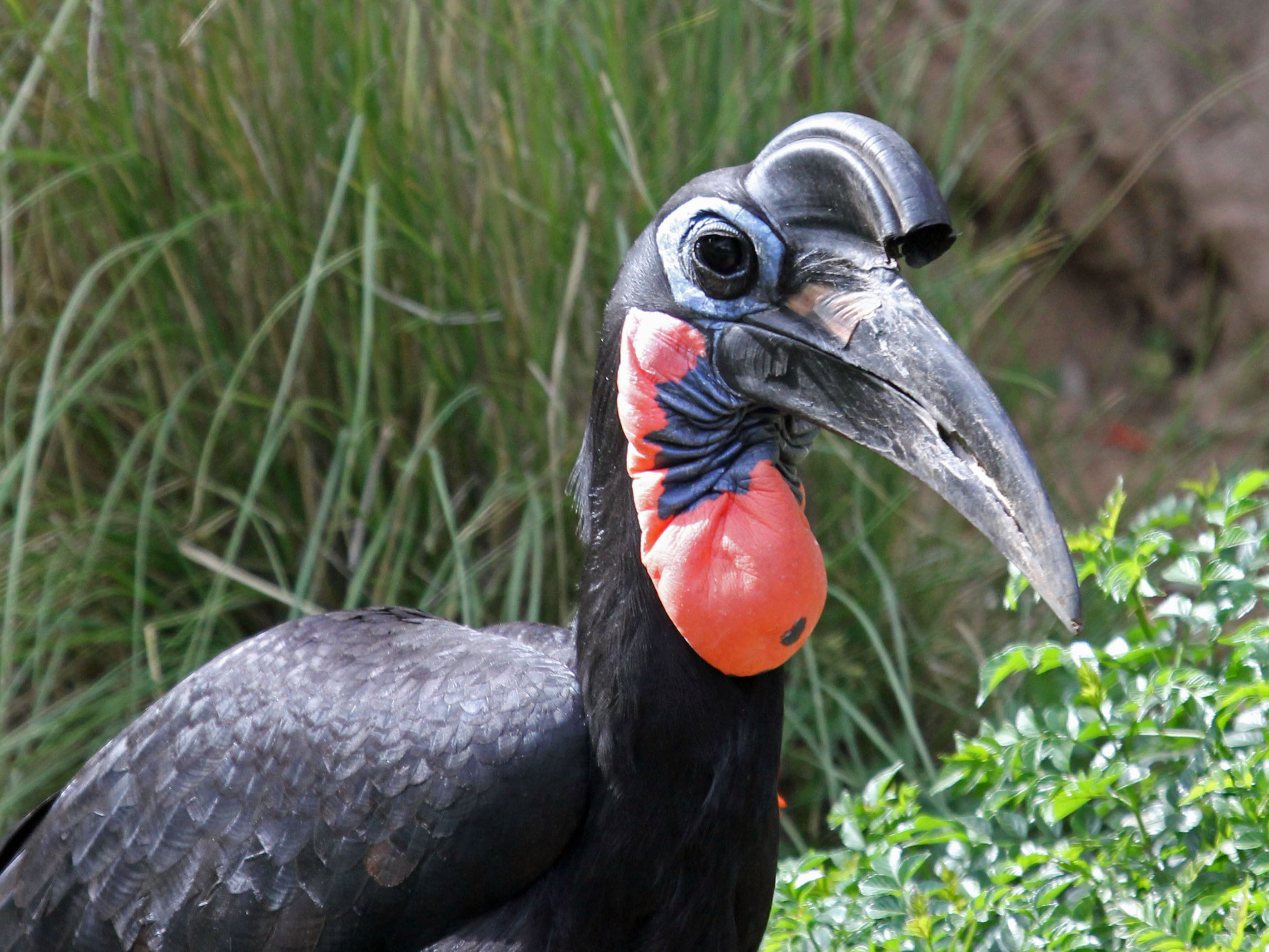
Кромкач абісинський, самець
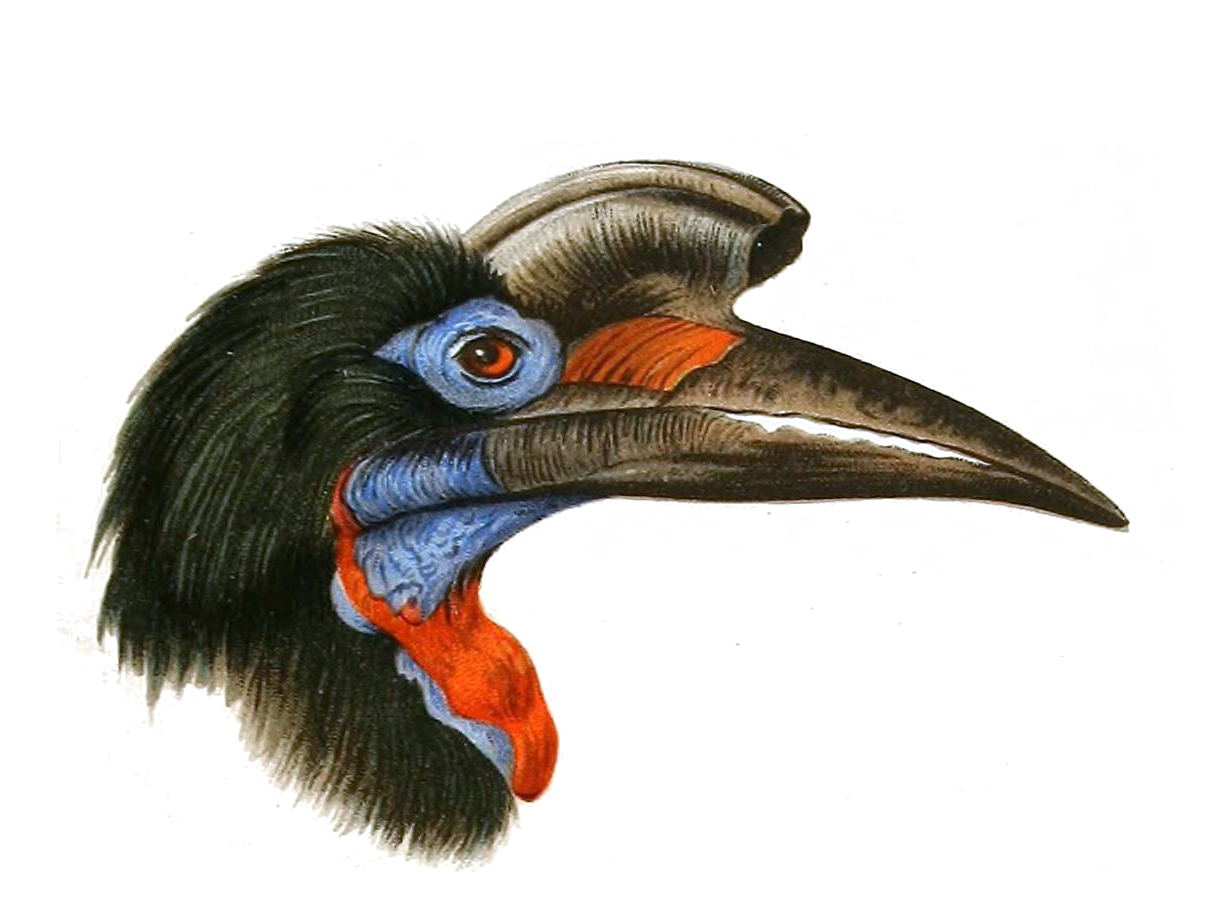
Кромкач абісинський, самець
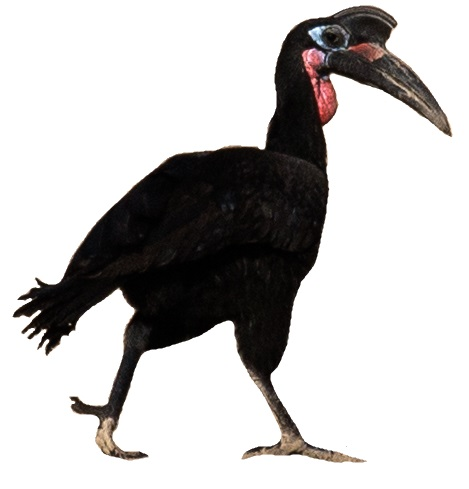
Кромкач абісинський, самець